# Sindi Turf Hindnagar
Sindi Turf Hindnagar é uma vila no distrito de Wardha, no estado indiano de Maharashtra.

## Demografia
Segundo o censo de 2001, Sindi Turf Hindnagar tinha uma população de 15,549 habitantes. Os indivíduos do sexo masculino constituem 52% da população e os do sexo feminino 48%. Sindi Turf Hindnagar tem uma taxa de literacia de 79%, superior à média nacional de 59.5%: a literacia no sexo masculino é de 83% e no sexo feminino é de 74%. Em Sindi Turf Hindnagar, 11% da população está abaixo dos 6 anos de idade.